# Зелено-жълт ара
Зелено-жълтият ара (Ara erythrocephala) е изчезнал вид птица от семейство Папагалови (Psittacidae).

## Разпространение
Видът е бил разпространен в планините и горите на Трелавни и Свети Ан в Ямайка, но съществуването му е хипотетично.